# Luana Walters
Luana Walters (22 de julio de 1912–19 de mayo de 1963) fue una actriz de cine estadounidense de Los Ángeles, California.

## Biografía
Su carrera cinematográfica comenzó cuando visitó a un amigo en un lote de United Artists. A Douglas Fairbanks, Sr. le entusiasmaron sus posibilidades en la pantalla y organizó una prueba cinematográfica. Sin embargo, sólo tres días después Fairbanks se marchó a Europa, y la prueba nunca llegó a completarse. Poco después, Joe Schenck vio a Walters en la pista de baile del Cocoanut Grove de Los Ángeles, California. Tras ver la prueba abreviada realizada por Fairbanks, Schenck le ofreció un contrato con United Artists. El estudio no rodó ninguna película en los seis meses siguientes, por lo que la opción de Walters no fue aceptada.[cita requerida]

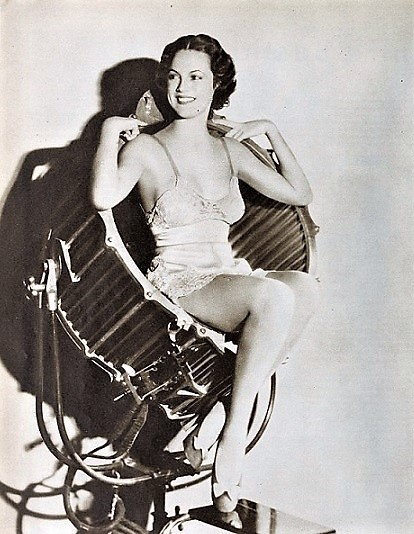
Luana Walters en 1933

Los créditos de Walters en la pantalla comienzan con un papel no acreditado en Reaching for the Moon (1930). Su habilidad como hípica la ayudó en papeles en westerns como Ride 'Em Cowboy' (1936), Where the West Begins (1938), Mexicali Rose (1939), y Law of the Wolf] (1939). En varias ocasiones Walters realizó películas en las que su trabajo se quedó en la sala de montaje, del montaje final. Esto comenzó cuando hizo Reaching for the Moon con Fairbanks. También se eliminaron sus papeles de Spawn of the North (1938) y Souls at Sea (1937). La primera era una película de Henry Fonda y la segunda emparejaba a Walters con Robert Cummings.
Walters apareció en "Superman Comes to Earth", el primer capítulo de la película de 1948 protagonizada por Kirk Alyn en el papel de Superman. Partes de esta representación aparecen en flashback en "At the Mercy of Atom Man!", el séptimo capítulo de la serie de 1950 Atom Man vs. Superman. Trabajó en numerosos seriales cinematográficos y películas de cine B, especialmente en películas del Oeste, en las que mostraba sus habilidades como amazona, y en géneros de ciencia ficción o terror. Interpretó a una reportera tras la pista de la historia de un demonio en The Corpse Vanishes (1942), con Bela Lugosi. Aparece como guardia de celda en Girls in Prision (1956). Su último papel fue en The She Creature (1956).

## Filmografía seleccionada
- Reaching for the Moon (1930) - Papel menor (sin acreditar)
- Two Seconds (1932) - Tart (sin acreditar)
- Miss Pinkerton (1932) - Primera enfermera
- End of the Trail (1932) - Luana
- Fighting Texans (1933) - JoAnn Carver
- Secrets of Hollywood (1933) - Una joven actriz
- Midshipman Jack (1933) - Gloria (sin acreditar)
- The Merry Widow (1934) - sirvienta de Sonia (sin acreditar)
- The Third Sex (1934) - Elinor Gordon
- Broadway Melody of 1936 (1935) - Showgirl (sin acreditar)
- The Speed Reporter (1936) - May
- Aces and Eights (1936) - Juanita Hernandez
- Suzy (1936) - Chica de la habitación del cheque (sin acreditar)
- Ride 'Em Cowboy (1936) - Lillian Howard
- Shadow of Chinatown (1936, Serial) - Sonya Rokoff, aka The Dragon Lady [Chs. 1-14]
- Under Strange Flags (1937) - Dolores de Vargas
- A Star Is Born (1937) - (sin acreditar)
- Souls at Sea (1937) - Eloise (sin acreditar)
- Youth on Parole (1937) - Vendedora (sin acreditar)
- The Buccaneer (1938) - Suzette
- Algiers (1938) - Camarera nativa (sin acreditar)
- Where the West Begins (1938) - Lynne Reed
- Assassin of Youth (1938) - Joan Barry
- Marie Antoinette (1938) - Mujer en casa de juegos (sin acreditar)
- Thanks for the Memory (1938) - Modelo (sin acreditar)
- Say It in French (1938) - Chica del sombrero (sin acreditar)
- Disbarred (1939) - Oficinista (sin acreditar)
- Paris Honeymoon (1939) - Angela
- St. Louis Blues (1939) - Bailarina
- Cafe Society (1939) - Cigarette Girl (sin acreditar)
- King of Chinatown (1939) - Chica de la discoteca
- I'm from Missouri (1939) - Chica del sombrero (sin acreditar)
- Mexicali Rose (1939) - Anita Loredo
- Hotel Imperial (1939) - Enfermera (sin acreditar)
- Undercover Doctor (1939) - Enfermera (sin acreditar)
- Law of the Wolf (1939) - Ruth Adams
- The Magnificent Fraud (1939) - Brunette (sin acreditar)
- Fangs of the Wild (1939) - Carol Dean
- Mutiny on the Blackhawk (1939) - (sin acreditar)
- Honeymoon in Bali (1939) - Chica a la que le cuentan la fortuna (sin acreditar)
- Eternally Yours (1939) - Chica en la ducha (sin acreditar)
- Drums of Fu Manchu (1940, Serial) - Mary Randolph
- Millionaire Playboy (1940) - Resort Girl (sin acreditar)
- The Return of Wild Bill (1940) - Kate Kilgore
- The Durango Kid (1940) - Nancy Winslow
- The Tulsa Kid (1940) - Mary Wallace
- The Range Busters (1940) - Carol Thorp
- Blondie Plays Cupid (1940) - Millie
- Misbehaving Husbands (1940) - Jane Forbes
- The Kid's Last Ride (1941) - Sally Rowell
- Across the Sierras (1941) - Anne Woodworth
- Arizona Bound (1941) - Ruth Masters
- No Greater Sin (1941) - Sandra James
- Road Agent (1941) - Teresa (sin acreditar)
- The Lone Star Vigilantes (1942)[7] - Marcia Banning
- Captain Midnight (1942, Serial) - Fury Shark
- Lawless Plainsmen (1942) - Baltimore Bonnie Dixon
- The Corpse Vanishes (1942) - Patricia Hunter
- Inside the Law (1942) - Dora Mason
- Down Texas Way (1942) - Mary Hopkins
- Thundering Hoofs (1942) - Nancy Kellogg
- Bad Men of the Hills (1942) - Laurie Bishop
- Shoot to Kill (1947) - Marian Langdon
- Bells of San Angelo (1947) - Lodge Clerk (sin acreditar)
- Arthur Takes Over (1948) - Newspaper Woman
- Superman (1948, Serial) - Lara (sin acreditar)
- Mighty Joe Young (1949) - Patrona de discoteca (sin acreditar)
- Girls in Prison (1956) - Guardia de celda
- The She-Creature (1956) - Invitada a la fiesta (último papel cinematográfico)